# Зайчар
Зайча́р (болг. Зайчар) — село в Бургаській області Болгарії. Входить до складу общини Руєн.

## Населення
За даними перепису населення 2011 року у селі проживали 1132 особи, з них 1108 осіб (99,8%) — турки.
Розподіл населення за віком у 2011 році:
Динаміка населення: